# Rubus megacarpus
Rubus megacarpus är en rosväxtart som beskrevs av Van Royen. Rubus megacarpus ingår i släktet rubusar, och familjen rosväxter. Inga underarter finns listade i Catalogue of Life.